# Ramón Castroviejo
Ramón Castroviejo Briones (Logroño, Spanyolország, 1904. augusztus 24. – Madrid, 1987. január 2.) spanyol-amerikai szemorvos, a humán szaruhártya-átültetés atyja.

## Élete
Logroño városban, La Rioja tartomány székhelyén született, Ramon Castroviejo Novajas, sorzanói származású, a város egyik legnépszerűbb orvosa fiaként. Érdekes adalék életéhez, hogy 1924. június 15-én, szülővárosa futballpályájának avató mérkőzésén (3:0) az első gólt ő lőtte a francia Vie au Grand Air csapat hálójába. A Madridi San Carlos Egyetemen szemorvosi diplomát szerzett, majd 1927-ben Amerikába költözött és Chicago Szem-, Fül-, Orr- és Gégekórházban és a Mayo Clinicen dolgozott. 1931-ben, a New York-i Columbia Presbyterian Medical Centerbe szerződött, majd a szemészeti osztály vezetője lett a Saint Vincent's Catholic Medical Centerben, mielőtt megnyitotta saját kórházát a Hammond House-ban. 1936-ban megszerezte az amerikai állampolgárságot. 1952-ben nevezték ki egyetemi tanárrá a University of New Yorkon, ahol 1975-ös nyugalomba vonulásáig tanított, majd Madridba költözött, és ott is halt meg, 1987-ben.

## Tudományos eredményei
Noha nem ő volt az első, aki sikeresen beültetett emberi szaruhártyát, de általa javult annak technikája az 1930-as '40-es években. Meggyőzte a világot, hogy fogadja el a szaruhártya-átültetést, a súlyos szaruhártya-elváltozások hagyományos, de bizonytalan kimenetelű kezelései helyett. Az ő hagyományos keratoplasztikai technikája maradt a szabványos, amíg hatékonyabb varróeszköz elérhetővé nem vált.

## Kitüntetései, elismerései
- A X. Bölcs Alfonz-rend nagykeresztje (Gran Cruz de Alfonso X El Sabio)
- A Katolikus Izabella-rend nagykeresztje (Gran Cruz de Isabel la Católica)
- A Katonai Érdemrend nagykeresztje (Gran Cruz del Mérito Militar)
- A Polgári Egészségügy nagykeresztje (Gran Cruz de Sanidad Civil)
- A Peru Napja Érdemrend nagykeresztje (Gran Cruz de la Orden del Sol de Perú)
- Vasco Núñez de Balboa nagykeresztje
- Egyetemi díszdoktori címei:
  - Madridi Autonóm Egyetem
  - Salamancai Egyetem
  - Santo Domingo Egyeteme
  - Río Grande do Sul Egyetem
  - Szent Márk Egyetem (Universidad San Marcos)
  - Kelet-Manilai Egyetem

## Emlékezete
Nevét viseli a Castroviejo-tűfogó, amely a szem-, fog- és a mikrosebészet más területein használatos.

## Műve
- Atlas of Keratectomy and Keratoplasty. Ramon Castroviejo. 446 o., W.B. SAUNDERS COMPANY, 1966